# イーラジュ・マスジェディー
イーラジュ・マスジェディー（ペルシア語: ایرج مسجدی、英語: Iraj Masjedi）は、元在イラクイラン大使であり、イスラム革命防衛隊で35年間勤務した軍歴を持つ。イラン・イラク戦争に従軍した経験のある退役軍人マスジェディーは、かつてゴドス軍の上級指揮官でありガーセム・ソレイマーニー司令官の最高顧問も務めていた。
2017年1月に在イラク大使に任命され、2017年4月に就任した。
2017年10月8日、マスジェディー大使はバグダードで岩井文男在イラク日本大使と会談し、イラク情勢やイランと日本の二国間協力について意見を交換した。
2020年10月22日、アメリカ合衆国財務省外国資産管理局（OFAC）は、イラクのシーア派民兵に対する訓練・支援を組織した嫌疑でマスジェディー大使を名指しで制裁対象に指定した。